# Явор Гигов
Явор Гигов е български актьор и режисьор. Известен е с множество роли в театъра, киното, телевизията и дублажа.

## Биография и творчество
Явор Гигов е роден на 14 май 1974 г. в град Благоевград, Народна република България. В периода 1996 – 2000 г. учи в НАТФИЗ „Кръстьо Сарафов“ актьорско майсторство за куклен театър в класа на Пламен Кьорленски. Състудент е на Мариета Петрова, Милица Гладнишка, Нина Гавазова и други.
Известен е с участието си в поредиците „Приказки за физиката“ и „Приказки за астрономията“ като духовете на Исак Нютон и Николай Коперник, както и в сериала „Етажна собственост“ като Величко.

## Филмография
- „Етажна собственост“ (2011 - 2013) – Величко Драмбозов
- „Мъж за милиони“ (тв, 2006) – мъж в къщата
- „Колобър“ (2001) – дребния
- „Магьосници“ (1999) – (4 серии) – княз Галин, злият магьосник, цар Полиглот

## Личен живот
Явор Гигов е женен за актрисата Таня Гигова (родена на 22.07.1974) работеща в пазарджишкия драматично-куклен театър „Константин Величков".